# 문준식
문준식(文峻植, 1923년 5월 20일~2002년 2월 7일, 광주광역시)은 대한민국의 정치인이다. 제13대 국회의원을 지냈다.

## 학력
- 5년제 순천중학교
- 성균관대학교 정치학과 졸업

## 경력
- 학도의용대경기도대장
- 성균관대재단상무이사
- 전국유도회사무총장
- 성균관대총동창회장
- 국회건설위원
- 민주자유당광주직할시지부위원장
- 광주직할시서구(을)지구당위원장

## 역대 선거 결과
|  | 21.6% |

|  | 23.8% |

|  | 6.82% |